# La Bamba (brinquedo)
O La Bamba, ou Samba é um brinquedo radical presente em alguns parques de diversões. É formado por um pandeiro gigante, com assentos em sua borda, que é movimentado por dois pistões hidráulicos conforme o ritmo da música. 

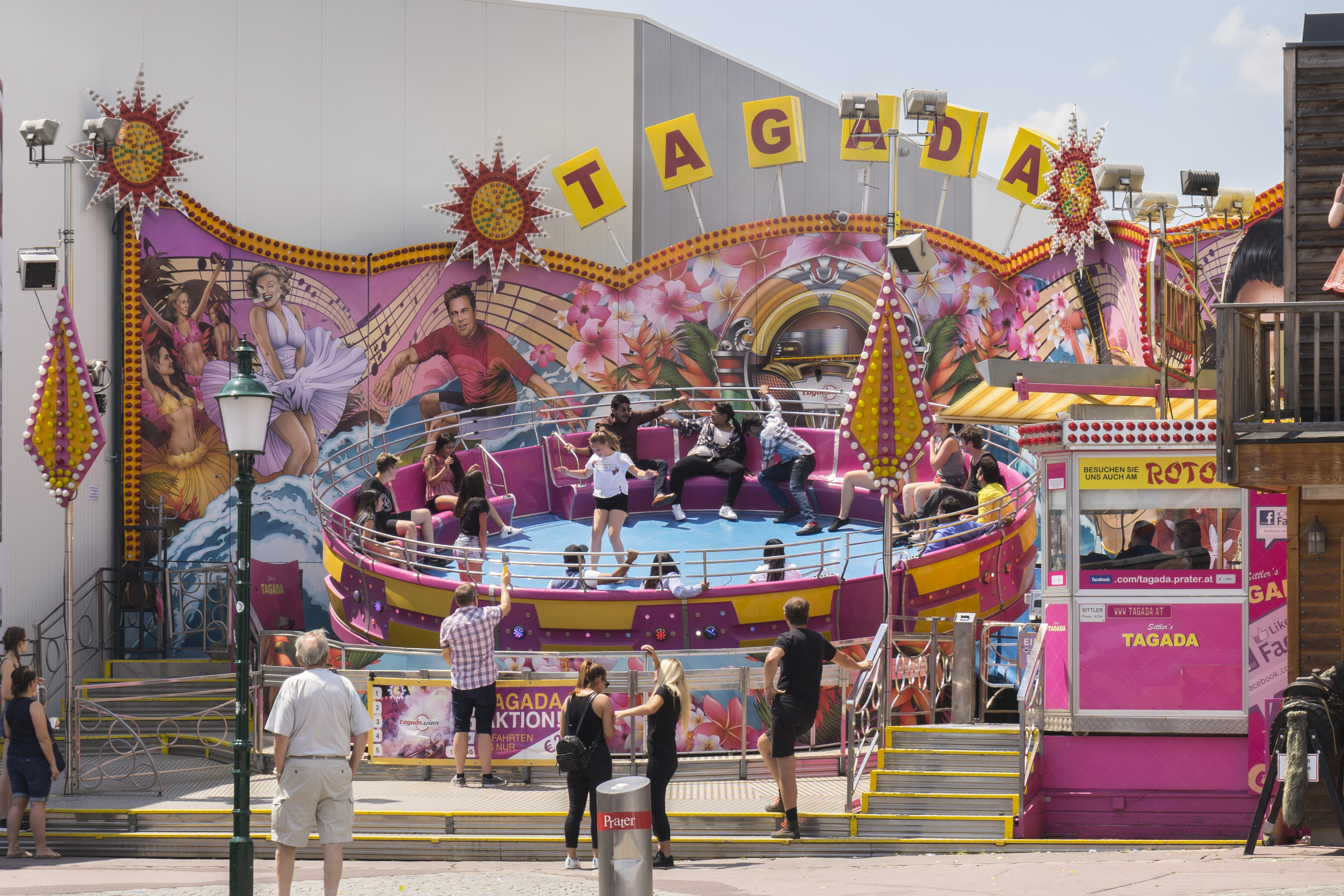
Visão externa de um La Bamba, também conhecido como Tagada em outros países.

No Rio de Janeiro, em 2006, ocorreu um acidente neste brinquedo, no parque Gloria Center, que estava instalado na Abolição, acidente este que levou à morte de um adolescente de 14 anos.